# Simon Collins
Simon Philip Nando Collins est un musicien multi-instrumentiste et chanteur britannique né le 14 septembre 1976 à Hammersmith (Angleterre). Il est le fils de Phil Collins et de Andrea Bertorelli, la première épouse de Phil. Il a deux demi-sœurs, les actrices Joely Collins et Lily Collins.Il aussi deux demi-frères: Nicholas et Matthew Collins. 

## Biographie
À l'âge de 5 ans, tout comme son père il apprend lui-même à jouer de la batterie. À 14 ans, il intègre un groupe varié à Vancouver. Puis, il apprend lui-même à jouer du piano et de la guitare. Il compose et écrit ses propres chansons. En 2000, il quitte le Canada pour l'Allemagne où son premier album intitulé All of Who You Are est sorti. Simon coécrit son second single Shine Through avec Howard Jones, avec lequel son père a déjà travaillé sur son single No one is to blame en 1985.
En 2005, son second album intitulé Time for Truth sort. Sur cet album, Simon joue plusieurs instruments, plus particulièrement de la batterie. Ce second album démontre son développement personnel et son environnement.
En 2007, Simon reprend une chanson de Genesis : Keep it Dark. Il travaille avec le groupe de son père, avec le coproducteur Dave Kerzner. Durant la production, il rencontre Kevin Churko qui a mixé ses chansons. Depuis cet entretien, il travaille avec la production de Kevin avec qui il monte un nouvel album U-Catastrophe.
Ce troisième album se trouve être le premier (littéralement) pour les États-Unis. Il est sorti le 8 août 2008 sur iTunes et le 20 novembre 2008 dans les bacs. On y retrouve des chansons avec Dave Kerzner, Kelly Nordstrom, Steve Hackett sur la chanson « Fast forward the future » et son père, Phil, sur la pièce The Big Bang, pièce instrumentale sur laquelle on a droit à un duo de batterie exceptionnel entre le père et le fils. 
En 2013, il sort un album avec son groupe Sound Of Contact, Dimensionaut. 
En 2014, Simon a été arrêté par la police à Wiltshire en Angleterre pour possession et trafic de drogue. Après avoir passé un week-end en prison, il a été libéré sous caution dans l'attente de sa comparution devant la justice.

## Discographie

### Albums
- 2000 : All of Who You Are (WEA)
- 2005 : Time for Truth (Lightyears Music)
- 2008 : U-Catastrophe - Avec son père Phil Collins sur The big bang et Steve Hackett sur Fast forward the future. (Razor&Tie/Sony-BMG)
- 2020 : Becoming Human (Frontiers Records)

### Singles
- 1999: Pride (WEA)
- 2000: Money Maker (WEA)
- 2000: Shine Through (WEA)
- 2005: Man on TV (WEA)
- 2005: Hold On (WEA)
- 2007: Keep It Dark (Genesis-Cover) (Lightyears Music)
- 2008: Powerless (Lightyears Music)
- 2008: Unconditional (Razor&Tie/Lightyears Music)

### Avec Sound Of Contact
- 2013 : Dimensionaut (Album) (Inside Out Music)

## Participation
- 2012 : Genesis Revisited II De Steve Hackett : Simon Collins, chant sur Supper's Ready : The Guaranteed Eternal Sanctuary Man & Apocalypse in 9/8.